# Hallur Kleppjárnsson
Hallur Kleppjárnsson (1145 – 1212) fue un caudillo y goði de Hrafnagil, Hvammr, Skagafjorður, en la Islandia medieval. Participó activamente en la guerra civil islandesa, periodo conocido como Sturlungaöld, como aliado de Kolbeinn Tumason en la batalla de Víðines (1208). Se casó con Ingibjör, una de las hijas de Guðmundur dýri Þorvaldsson con quien tuvo dos hijos, Kleppjárn (n. 1177) y Einar (n. 1179). Por los relatos escritos que han sobrevivido de Sigvatr Sturluson se conocen detalles sobre su muerte en 1212 tras un enfrentamiento con Kálfur Guttormsson.